# 伊東・藤丸の『育成電波ドール』
伊東・藤丸の『育成電波ドール』（いとう ふじまるの いくせいでんぱドール）は、声優の伊東久美子、脚本家・演出家・役者の藤丸悠理がパーソナリティを務めるインターネットラジオ番組である。

## 概要
ポッドキャスト形式で毎週金曜日配信。
リスナーの手で番組を育てる新感覚の「育成ラジオ番組」と銘打っている。フリートーク、週変わりの企画、投稿が中心。